# Sensation im Wintergarten
Sensation im Wintergarten ist ein deutscher Stummfilm aus dem Jahre 1929 von Gennaro Righelli mit Claire Rommer und Paul Richter in den Hauptrollen. Der Film basiert auf einer Novelle von Angus McPhail und A. Elton.

## Handlung
Graf Paul Mensdorf entstammt bestem Hause, doch hat er längst das Elternhaus verlassen, weil er nicht akzeptieren konnte, wie sich seine Mutter, die Gräfin, einem gewissenlosen Abenteurer namens Baron von Mallock hingab. Und so riss Paul bereits als Kind von daheim aus, um sich einem Zirkus anzuschließen. Hier machte er sich einen Namen als Trapezkünstler Frattini. Eines Tages kehrt der Zirkus-Graf in die alte Heimat zurück und trifft dort erneut auf seine „alte“, schon früher von ihm verehrte Jugendbekanntschaft Madeleine. Aus dem kleinen Mädchen ist längst eine attraktive Frau geworden, die heute Auftritte als Tänzerin absolviert. Die alten Gefühle für Madeleine brechen wieder auf, und ihr zuliebe plant Frattini alias Graf Paul sogar, seinen gefährlichen Beruf als Artist aufzugeben. Das stattliche Familienvermögen, so meint Paul, müsse ihm eigentlich ein Leben mit ihr in finanzieller Sorglosigkeit ermöglichen.
Das lange Fortbleiben von daheim hat bei seiner Mutter, der alten Gräfin, eine Veränderung nach sich gezogen. Noch immer vollständig im Bann des manipulativen Baron von Mallock stehend, weigert sie sich, den heimgekehrten, verlorenen Sohn als ihren Nachkommen anzuerkennen. Um Graf Paul für immer loszuwerden, ist dem schurkischen Baron jedes Mittel recht. Er versucht sogar, den unerwünschten Sprössling seiner gräflichen Geliebten zu ermorden, scheitert jedoch mit seinem finsteren Ansinnen. Beim Versuch, Graf Paul umzubringen, findet der feige Attentäter selbst den Tod. Dies alles ist für die alte Gräfin zu viel, und sie erleidet einen Nervenzusammenbruch. Nun haben Paul und Madeleine freie Bahn und können ihr gemeinsames, unbeschwertes Leben beginnen.

## Produktionsnotizen
Sensation im Wintergarten, Arbeitstitel Ihr Sohn, entstand im Februar und März 1929, die Originalaufnahmen von den regulären Veranstaltungen im Berliner Wintergarten wurden am 23. und 24. Februar desselben Jahres angefertigt. Der Film passierte die Filmzensur am 13. Juni 1929 und wurde am 5. September desselben Jahres im Berliner Atrium-Kino uraufgeführt. Die Länge des für die Jugend verbotenen Siebenakters betrug 2834 Meter.
Nino Ottavi übernahm die Produktionsleitung, Adolf Rosen die Aufnahmeleitung. Otto Erdmann und Hans Sohnle gestalteten die Filmbauten.

## Kritiken
„Was hier spielt, ist dem Regisseur Righelli vorzüglich gelungen, rein artistisch und vor allem im jagenden Bildschnitt. Die Darsteller befriedigen: Claire Rommers weiche, warme Anmut, der immer wirksam dekorative Paul Richter, Sokoloffs treuer Narr, die Intrigantennoblesse Gaston Jacquets, Lady Morena. Und damit erschöpfen sich voll und ganz die Vorzüge eines in Niveau und Idee beschämend armseligen Films. Es muß deutlich gesagt werden, daß ein Ver-Drehbuch, wie das von Klaren und H. Jacoby, das aus dem ältesten Schartekenbestand das Banalste geradezu herausangelt, jenseits menschenmöglicher Langmut liegt. Nichts, aber auch nichts fehlt aus der Eiszeit des Films …  .“

„Keine Sensation für uns, dieser Film, der sich wieder mal als ein Bilderbogen von des Varieté-Artisten Freud und Leid entpuppt. (…) Claire Rommer hat leider nicht viel mehr zu zeigen als einen schönen Körper. (…) Paul Richter als gräflicher Artist schlägt sich mit seiner Rolle herum wie weiland Siegfried mit dem Drachen. Sympathisch fällt Wladimir Sokoloff als „Berry“ auf. (…) Durchschnttsware!“